# Isabella Beecher Hooker
Pour les articles homonymes, voir Hooker.
Isabella Beecher Hooker née le 22 février 1822 à Litchfield dans l'État du Connecticut et morte le 25 janvier 1907 à Hartford dans l'État du Connecticut, est une essayiste, conférencière, suffragiste américaine et une militante pour le droit de vote des femmes aux États-Unis.
Elle est une des fondatrices de la New England Woman Suffrage Association (NEWSA).

## Biographie

### Jeunesse et formation

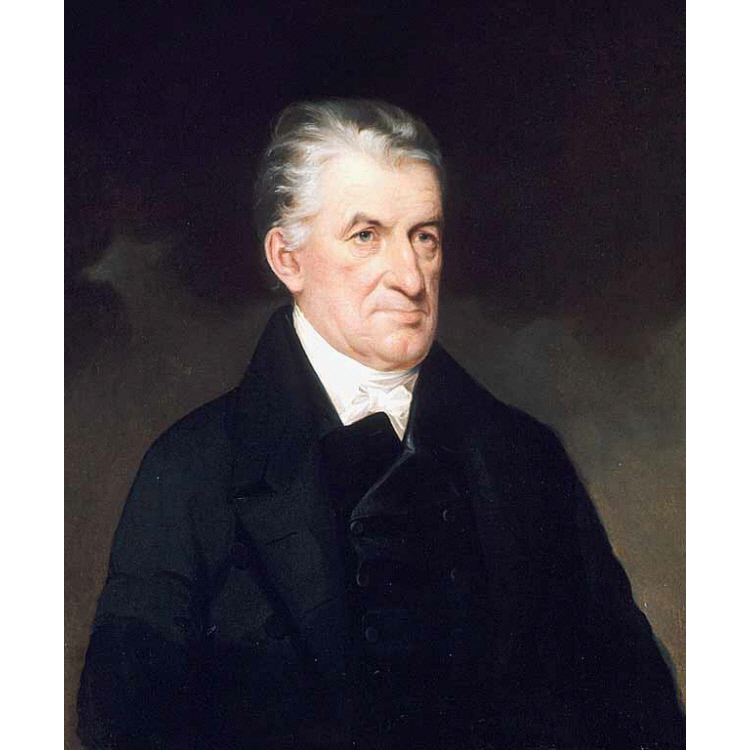
Portrait de Lyman Beecher peint par James Henry Beard.

Isabella Beecher, née le 22 février 1822 à Litchfield dans l'État du Connecticut, est la fille de Lyman Beecher, un pasteur presbytérien et de sa seconde épouse Harriet Porter épouse Beecher,,.

#### Des déménagements successifs
En 1826, Lyman Beecher qui vient d'être élu pasteur d'une église de la Hanover Street (Boston) (en) à Boston dans l'État du Massachusetts y emménage avec sa famille. Là, il organise l’opposition à l'unitarisme,.
En 1832, Lyman Beecher élu président du Lane Seminary (en), connu également sous le nom du Lane Theological Seminary, lui et sa famille partent s'installer à Cincinnati dans l'État de l'Ohio,,.

#### Parcours scolaire et universitairelire en ligne
En 1835, après la mort de sa mère, Isabella Beecher retourne dans l'État du Connecticut vivre chez sa demi-sœur, Mary Beecher Perkins l'épouse du juriste Thomas Clap Perkins (en), pour suivre ses études secondaires au sein du Hartford Female Seminary (en) (Séminaire pour jeunes femmes de Hartford), fondé par ses demi-sœurs Catherine Beecher et Harriet Beecher. Elle partage ses études entre le Séminaire pour jeunes femmes de Hartford et le Western Female Institute de Cincinnati,.

#### John Hooker
C'est durant ses études au Séminaire pour jeunes femmes de Hartford qu'elle fait la connaissance de John Hooker (abolitionist) (en), un jeune clerc qui travaille pour Thomas Clap Perkins, et qui est également un descendant de Thomas Hooker, un des pères fondateurs du Connecticut et plus spécialement de la ville de Hartford. C'est au bout d'une longue relation que Isabella Beecher et John Hooker se marient le 5 août 1841.

#### Le droit des femmes?
C'est au cours de son parcours scolaire que Isabella Beecher est sensibilisée aux droits des femmes notamment à partir de son expérience propre et de son ressentiment vis-à-vis d'une éducation décousue.

### Carrière

#### La vie à Hartford
Après leur mariage, le couple Hooker part vivre à Farmington dans le Connecticut, durant dix ans puis ils s'installent à Hartford. John Hooker y devient un juriste réputé ce qui lui permet d'être élu membre de la Cour suprême du Connecticut.

#### Nook Farm
Peu de temps après leur arrivée à Hartford, arrive le beau-frère de John Hooker, Francis Gillette (en), ensemble, ils achètent Nook Farm (Connecticut) (en), une propriété comprenant 100 acres de forêts ; ils y construisent plusieurs maisons qui servent de résidence aussi pour des parents que pour des amis comme Thomas Clap Perkins (en) et son épouse, Harriet Beecher Stowe, Charles Dudley Warner puis plus tard Mark Twain. La Nook Farm devient un lieu de résidence pour personnalités littéraires.

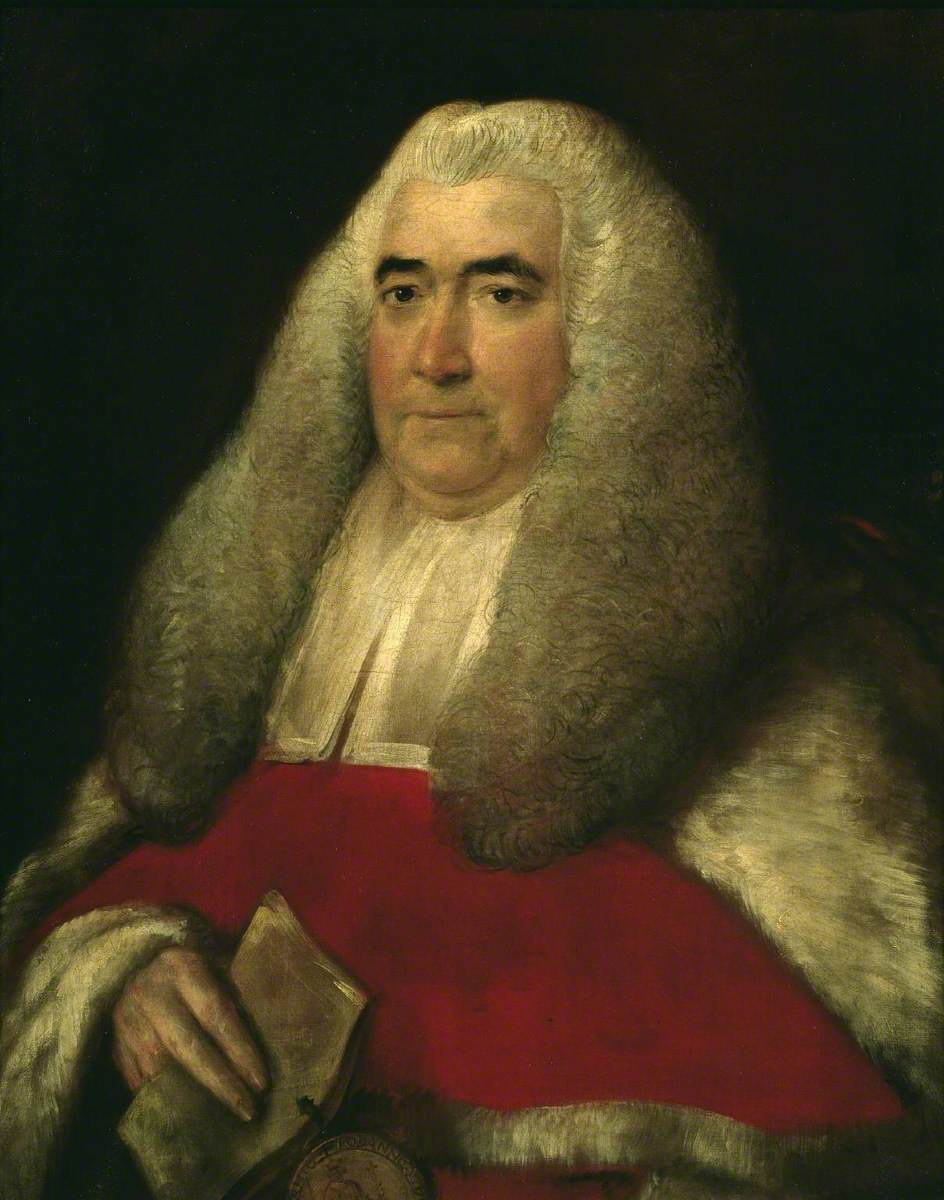
Portrait de William Blakstone peint par Thomas Gainsborough.

John Hooker, entre la visite de deux clients, prend le temps de lire à haute voix les Commentaries de William Blackstone devant son épouse. Bien que Isabella Beecher Hooker ne supporte pas le déni des droits des femmes prescrit par William Blackstone, elle en garde ses propos quant aux droitx des personnes qu'elle transposera aux droits des femmes .

#### Isabella Beecher Hooker prend ses distances
Isabella Beecher Hooker commence à porter un regard critique sur les autres membres de la famille Beecher, notamment quant à leur conception de la vie familiale.

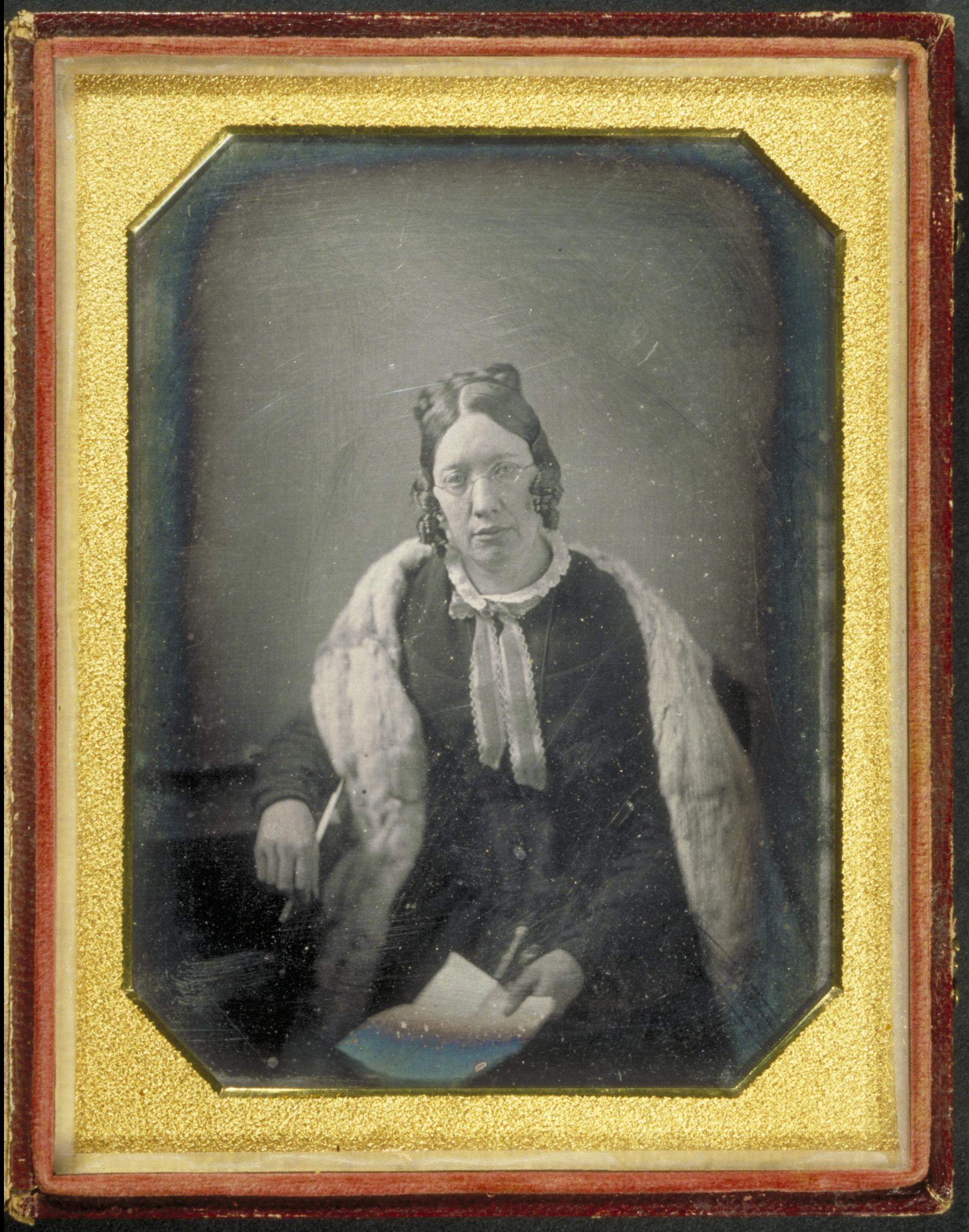
Portrait photographique de Catharine Beecher.

Elle montre sa sagacité et sa pertinence quant à l'analyse de la vie des femmes, de leurs droits au sein de la sphère familiale. Isabella Beecher Hooker fait montre d’intelligence quant aux réformes nécessaires concernant l'éducation des enfants et de la formation des épouses. Vision réaliste bien loin des visions romantiques de sa sœur Catherine Beecher.
En 1868, une fois ses enfants élevés, Isabella Beecher Hooker publie dans les colonnes du Putnam's Magazine « A Mother's Letters to a Daughter on Woman Suffrage » (Lettres d'une mère à une fille sur le droit de vote des femmes).

#### Essais
En 1860, Isabella Beecher Hooker  commence à rédiger un premier essai « Shall Women Vote? A Matrimonial Dialogue » qui reste à l'état de manuscrit. Les deux essais principaux qui suivent « Womanhood : Its Sanctities and Fidelities » publié en 1873 et « An argument on United States Citizenship » publié en 1902 ont une forte influence quant aux rôles des femmes dans la construction de la société américaine en tant que société démocratique et de leurs différentes luttes.

#### Des convictions qui se renforcent

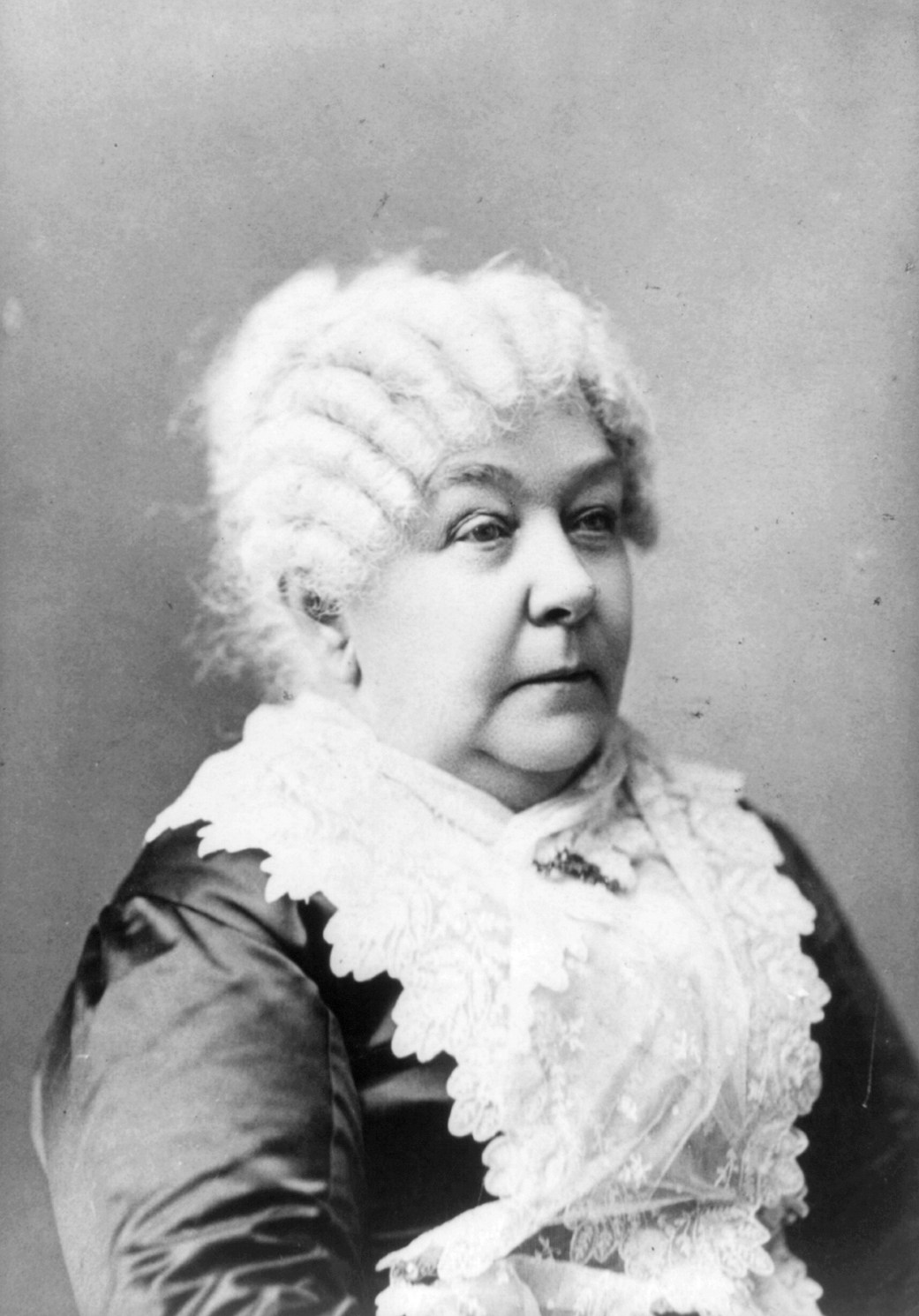
Portrait photographique d'Elizabeth Cady Stanton.

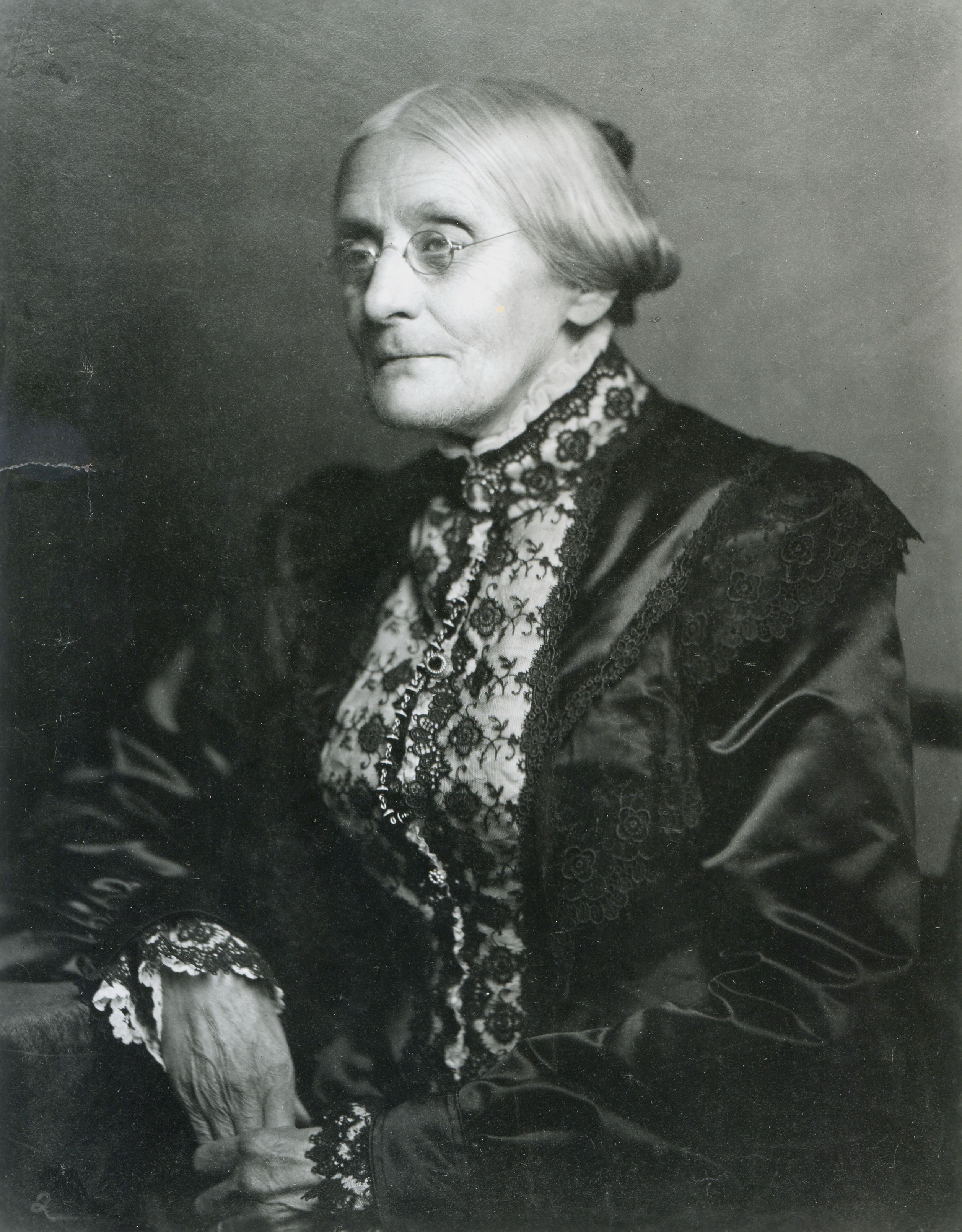
Portrait photographique de Susan B. Anthony.

Durant les années 1860, Isabella Beecher Hooker soutient le mouvement de la National Woman Suffrage Association fondée par Elizabeth Cady Stanton et Susan B. Anthony, mouvement qui lie le droit de vote des femmes à l'égalité des droits civiques.
Son engagement commence en 1861, lors d'une conférence tenue par Anna Elizabeth Dickinson qui lit devant l'assemblée un article de John Stuart Mill paru dans les colonnes de la The Westminster Review (en) publié en 1851, dans lequel il prend vigoureusement la défense du droit des femmes et de leur droit à l'égalité des droits civiques.
Les convictions de Isabella Beecher Hooker se renforcent où pendant la guerre de Sécession, elle fait la connaissance de Caroline Severance dans un hôpital militaire où toutes les deux servent en tant qu'infirmières. Celle-ci lui fait lire l'History of Woman Suffrage, rédigée par Elizabeth Cady Stanton et Susan B. Anthony, puis elle lui fait également lire une version non encore publique De l'assujettissement des femmes (The Subjection of Women ) de John Stuart Mill. Lectures qui la convertissent définitivement à la défense du droit des femmes.

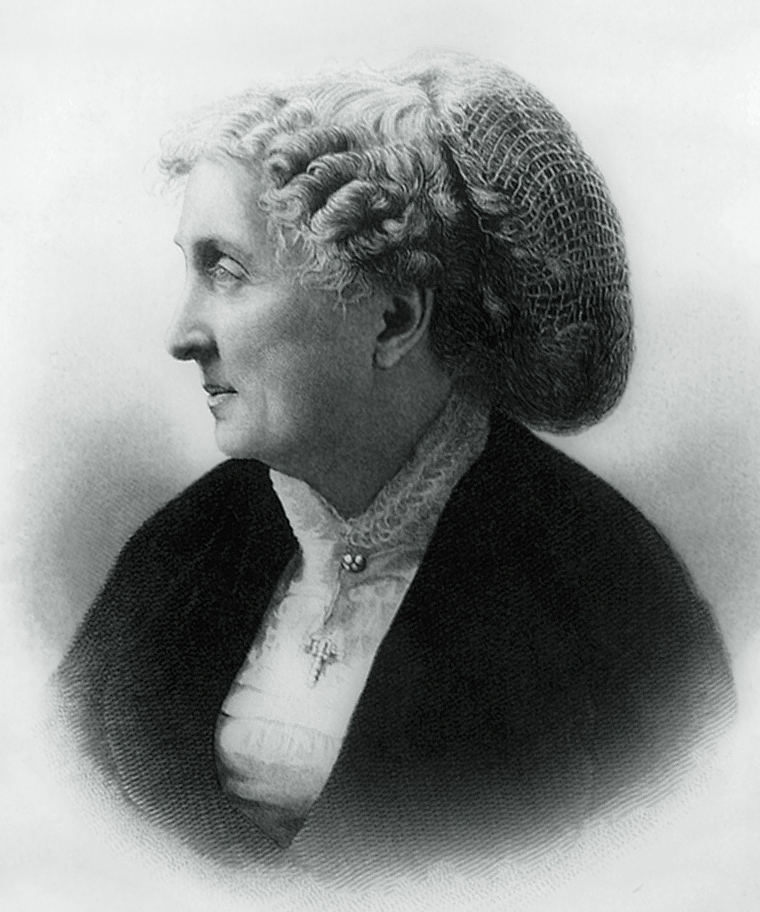
Portrait photographique Paulina Kellogg Wright Davis.

Grâce à Caroline Severance, Isabella Beecher Hooker rencontre Elizabeth Cady Stanton, Susan B. Anthony, Paulina Kellogg Wright Davis et différentes leaders des mouvements prônant la promotion et la défense du droit de vote des femmes.

#### La New England Woman Suffrage Association (NEWSA)
En 1868, Isabella Beecher Hooker fait partie des fondatrices de la New England Woman Suffrage Association (NEWSA). Puis en 1869, elle organise une convention à Hartford qui dans ses résolutions donne naissance à la section de la NEWSA au Connecticut,.

#### La National Woman Suffrage Association (NWSA)
Isabella Beecher Hooker accède à la notoriété nationale lors de sa prise de parole à la seconde convention de la National Woman Suffrage Association (NWSA) de 1870. Discours enflammé et radical dans ses positions qui de plus bénéficie de l'aura de son nom.

#### Victoria Woodhull

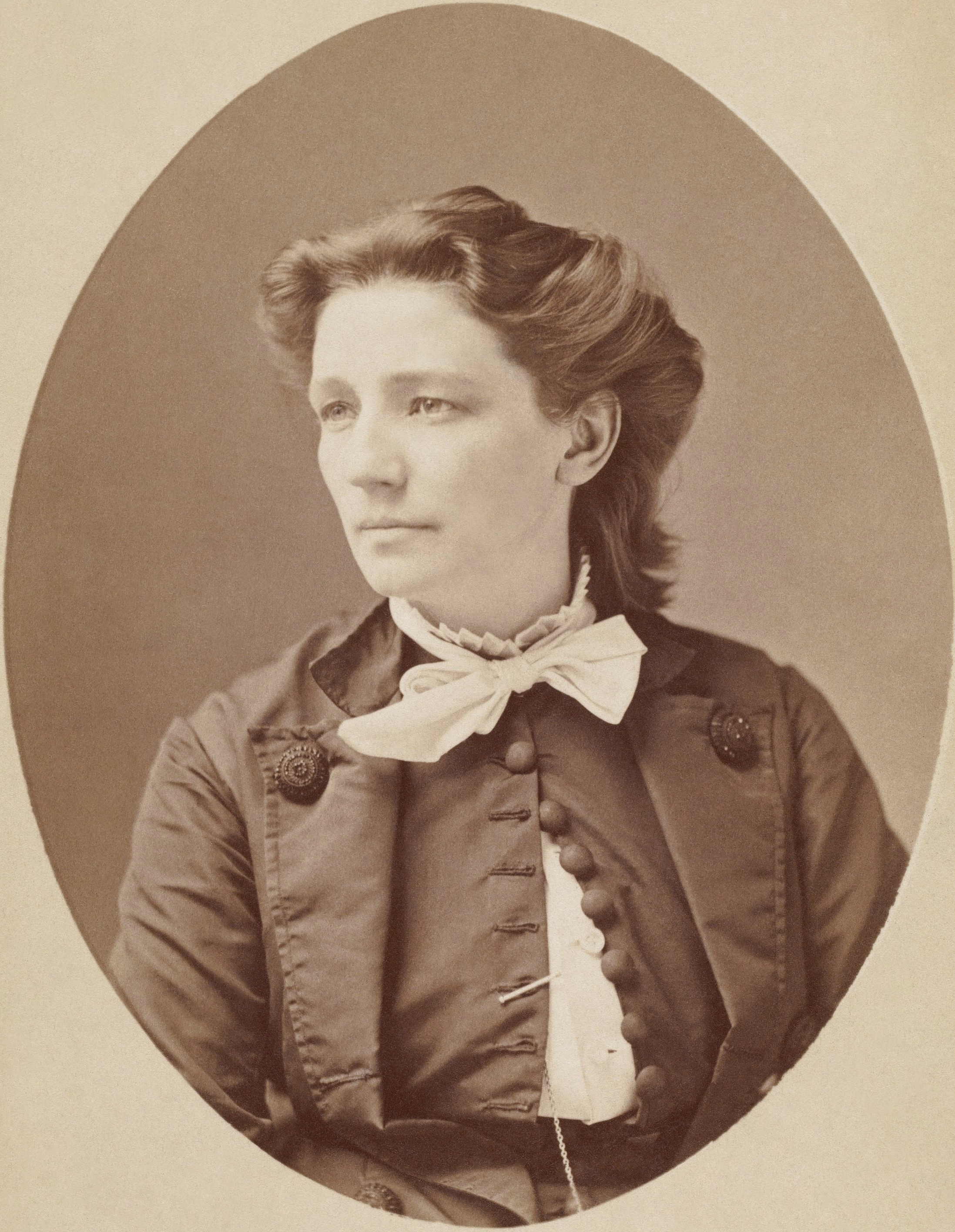
Portrait photographique de Victoria Woodhull par Mathew Brady.

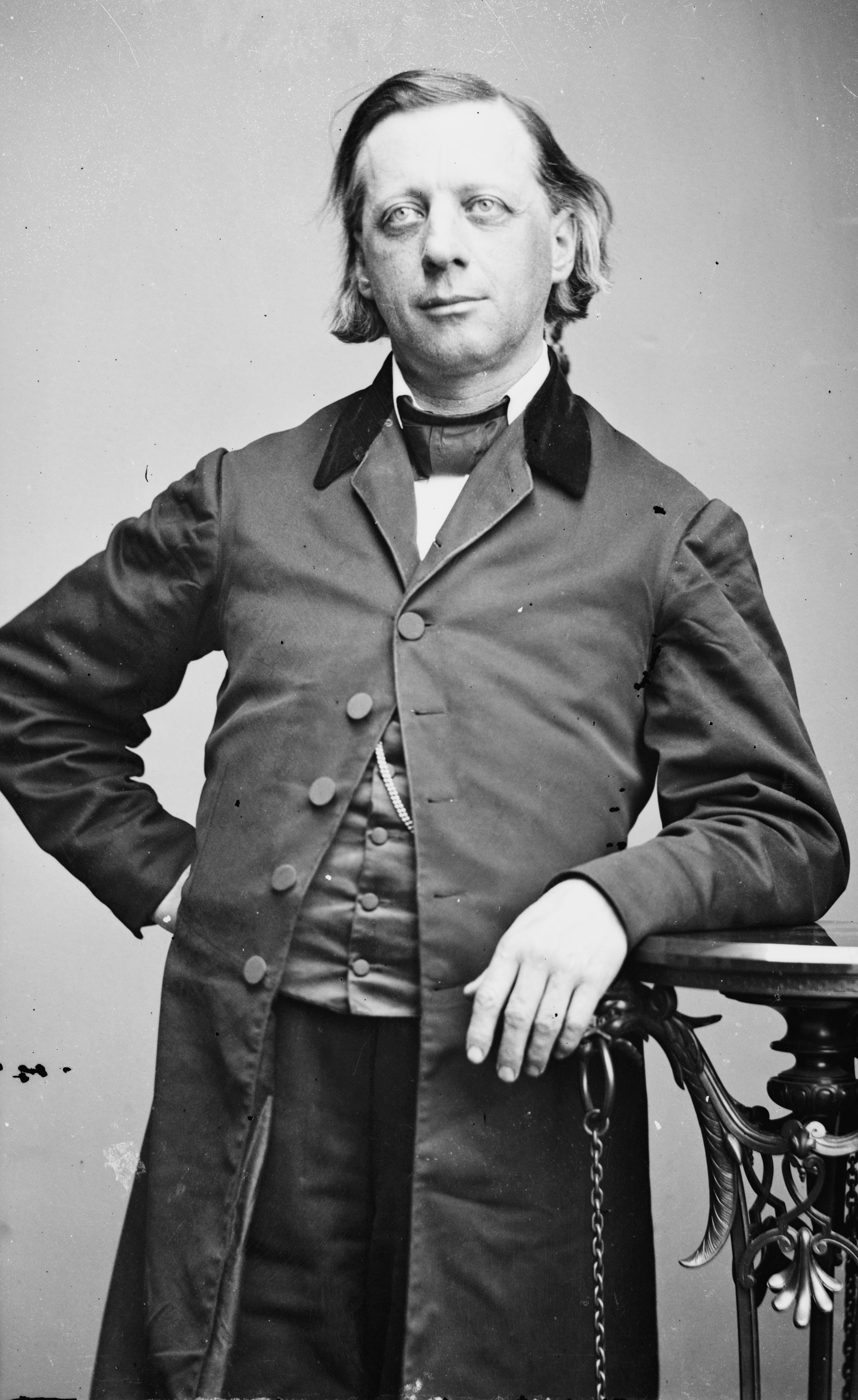
Photographie de Henry Ward Beecher.

Victoria Woodhull se fait connaitre lors d'une convention extraordinaire de la National Woman Suffrage Association (NWSA) qui se tient en janvier 1871, elle expose comment elle a saisi la Commission judiciaire de la Chambre des représentants des États-Unis en lui envoyant un mémorandum quant à la question du droit de vote des femmes et des décisions prises à ce sujet, droit de vote qui serait conforme aux quatorzième amendement et quinzième amendement de la Constitution des États-Unis. Même si sa plaidoirie échoue, il demeure que ses discours enflamment le mouvement des femmes pour le droit de vote et attirent l'attention de Susan B. Anthony, de Lucretia Mott et d'Elizabeth Candy Stanton et leurs soutiens ; aussi décident-elles d'inviter Victoria Woodhull à la National Women's Rights Convention de mai 1871 qui se tient à New York pour qu'elle y prenne la parole. Depuis Isabella Beecher Hooker devient un soutien fidèle de Victoria Woodhull même au moment où cette dernière vilipende son demi-frère Henry Ward Beecher en révélant qu'il entretient une relation adultérine avec une de ses paroissiennes Elizabeth Richards Tilton (en), scandale qui défraye la presse pendant trois ans. Relation que Isabella Beecher Hooker confirme. Son soutien provoque la colère de la famille Beecher qui la répudie, l'ostracise à un point tel qu'en 1874, elle doit par partir en Europe. Même quand l'affaire s'est calmée, lors de la mort de Henry Ward Beecher son épouse interdit à Isabella Beecher Hooker l'accès aussi bien à la chambre mortuaire qu'à ses funérailles,.

#### Le spiritisme
Sous l'influence de Victoria Woodhull, Isabella Beecher Hooker et son mari John Hooker sont convaincus du bien-fondé du spiritisme, et ils se rendent régulièrement à des séances dirigées par des médiums. Lors d'une séance de 1876, elle est persuadée qu'elle va être appelée à diriger un gouvernement matriarcal. Lors d'une séance qui se tient lors du réveillon du nouvel an de 1876, les médiums de Hartford se rassemble dans la chambre d' Isabella Beecher Hooker dans l'attente de l'annonce de sa divine mission, rien ne se passe, l'année se passe sans signe quelconque... Cette expérience conduit Isabella Beecher Hooker et John Hooker à se désintéresser totalement du spiritisme.

#### Retour aux engagements féministes

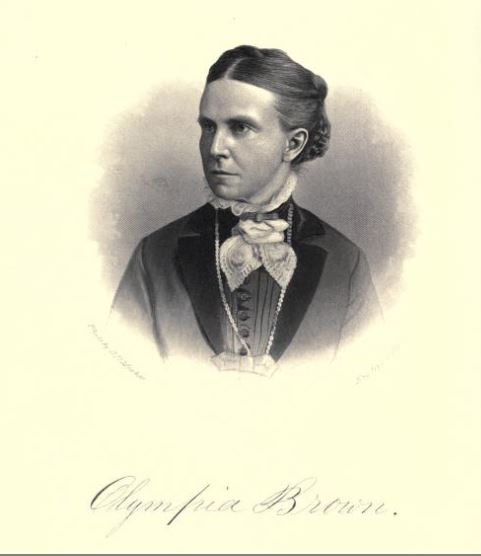
Portrait photographique de Olympia Brown.

En dépit de ces vicissitudes, Isabella Beecher Hooker continue à jour une rôle de premier plan au sein de la NWSA, notamment par ses prises de paroles et son témoignage devant la commission d'enquête du Congrès.
En 1892, Isabella Beecher Hooker soutient Olympia Brown et son mouvement la Federal Suffrage Association qui milite pour que le Congrès puisse promulguer une loi donnant le droit de vote pour la prochaine élection présidentielle.

#### La fin
À partir de 1893, Isabella Beecher Hooker se retire peu à peu de la vie publique, mais elle garde deux mandats, notamment celui de représentante des femmes d'affaires lors de l'Exposition universelle de 1893 qui s'est tenue à Chicago et celui de présidente de la section du Connecticut de la  National Woman Suffrage Association (NWSA) jusqu'en 1905.
Isabella Beecher Hooker décède à Hartford le 25 janvier 1907 d'une hémorragie cérébrale à l'âge de 84 ans. Après ses funérailles célébrées par un pasteur de l'Église unitarienne, elle est inhumée au Cedar Hill Cemetery (Hartford, Connecticut) (en).

### Vie privée
Isabella Beecher épouse John Hooker le 5 août 1841, devenant ainsi Isabella Beecher Hooker. De leur union naissent quatre enfants : Thomas Beecher, mort en 1842, Mary Beecher, née en 1845, Alice Beecher, née en 1847 et Edward Beecher né en 1855.

## Œuvres
- Womanhood: Its Sanctities and Fidelities, Boston & New York, Lee, Shepard and Dillingham, 1873, 108 p. (OCLC 26779922),
- An argument on United States citizenship, Hartford, Connecticut, Plimpton mfg. Co., 1902, 128 p. (OCLC 427972779)

## Archives
Les archives de Isabella Beecher Hooker sont déposées et consultables auprès de l'université de Rochester, dans sa bibliothèque River Campus, à l'université d'Albany et à la National Archives and Records Administration.

## Distinction
1994 : Cérémonie d'inscription au Temple de la renommée des femmes du Connecticut.

## Pour approfondir

#### Notices dans des encyclopédies ou des livres de références
- (en-US) Janet Wilson James (dir.), Edward T. James (dir.), Paul Samuel Boyer (dir.) et Alice Felt Tyler, Notable American Women 1607-1950, vol. 2 : G-O, Cambridge, Massachusetts, Belknap Press of Harvard University Press (réimpr. 1974, 1980, 2014) (1re éd. 1971), 659 p. (ISBN 9780674288355, OCLC 254740892, lire en ligne), p. 212-214. ,
- (en-US) Alden Whitman (dir.), American Reformers : A Biographical Dictionary, New York, H.W. Wilson (réimpr. 2017) (1re éd. 1984), 935 p. (ISBN 9781682171967, OCLC 1032305397, lire en ligne), p. 442-443. ,
- (en-US) John A. Garraty (dir.), Mark C. Carnes (dir.) et Sharon Ann Holt (rédactrice), American National Biography, vol. 11 : Hofstadter - Jepson, New York, Oxford University Press, USA, 1999, 956 p. (ISBN 9780195127904, lire en ligne), p. 131-132. ,

#### Essais et biographies
- (en-US) Anne Throne Margolis, The Isabella Beecher Hooker Project, Hartford, Connecticut, Stowe-Day Foundation, 1979, 140 p. (ISBN 978-0917482175, lire en ligne),
- (en-US) Milton Rugoff, The Beechers : An American Family in the Nineteenth Century, New York, Harper & Row, 1981, 722 p. (ISBN 9780060148591, lire en ligne), p. 419-435,
- (en-US) Jeanne Boydston, Mary Kelley et Anne Margolis, The Limits of Sisterhood : The Beecher Sisters on Women's Rights and Woman's Sphere, Chapel Hill, Caroline du Nord, =University of North Carolina Press, 1988, 408 p. (ISBN 9780807817681, lire en ligne),
- (en-US) Barbara A. White, The Beecher Sisters, New Haven, Connecticut,, Yale University Press (réimpr. 2014) (1re éd. 2003), 424 p. (ISBN 9780300099270, lire en ligne),
- (en-US) Susan Campbell, Tempest-Tossed : The Spirit of Isabella Beecher Hooker, Middletown, Connecticut, Wesleyan University Press (réimpr. 2014, 2019) (1re éd. 2013), 244 p. (ISBN 9780819573407, lire en ligne),

#### Sitographie
- « Isabella Beecher Hooker : American suffragist » , sur Britannica,